# Мала Солтанівка
Мала́ Солта́нівка — село в Україні, у Фастівському районі Київської області. Населення становить 1346 осіб. Під юрисдикцію Малосолтанівської сільської ради також підпадає село Скрипки.
Мала Солтанівка розташована на березі річки Стугна.
Метричні книги, клірові відомості, сповідні розписи церкви св. Миколая с. Мала Солтанівка (приписне прис. Підсолтанівка) Ксаверівської волості Васильківського пов. Київської губ. зберігаються в ЦДІАК України.
Голова сільської ради — Гребінник Павло Андрійович, секретар — Мілевська Тетяна Володимирівна.

## Спорт

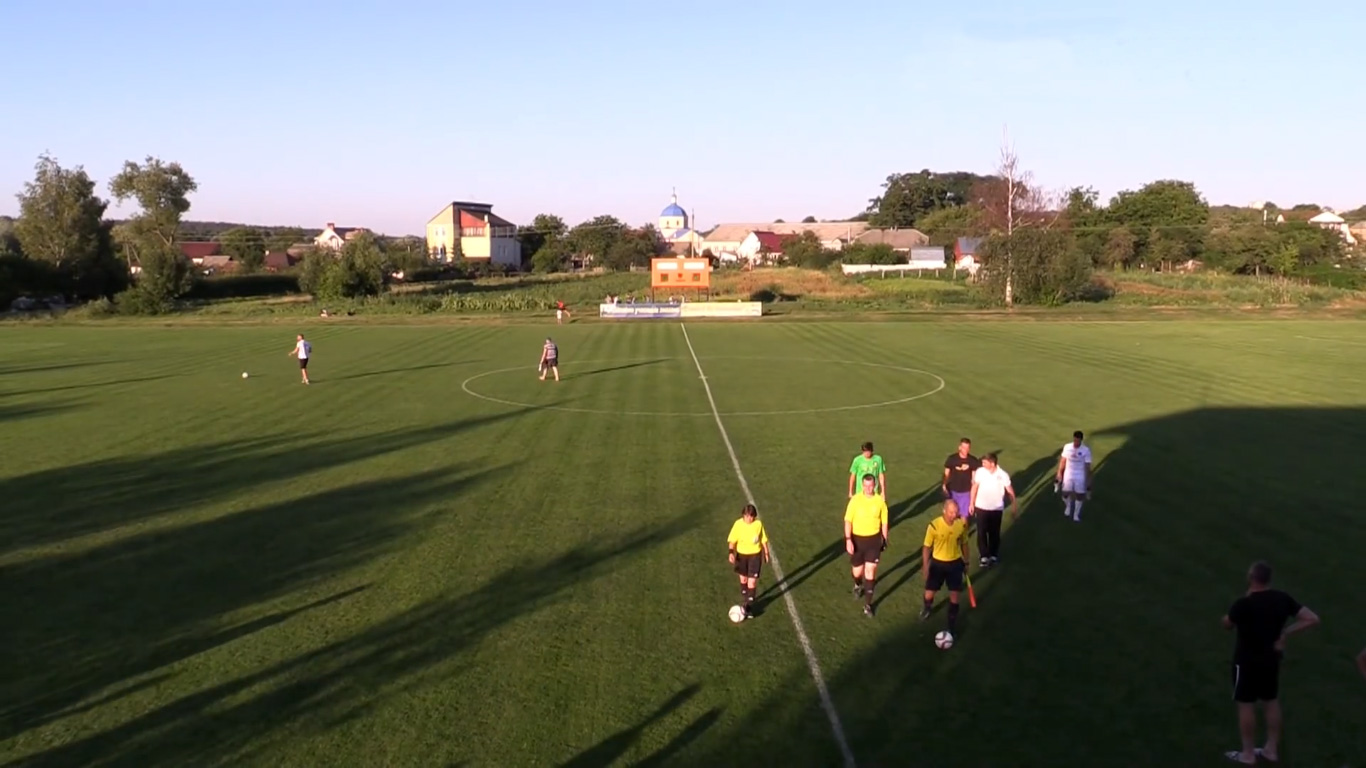
Стадіон «Салтік»

В селі є власний футбольний клуб — ФК «Салтік», що виступає в чемпіонаті Васильківського району. Заснований у 1993 році. Головний тренер — Гребіник Павло..

## Відомі люди
- Білодуб Сава Микитович — підполковник Армії УНР.

## Транспорт
Від села до зупинного пункту Корчі щоденно курсує місцевий автобус за маршрутом:
- вул. Київська (зупинка «Дача») — вул. Квітнева — село Скрипки — зупинний пункт Корчі.

Розклад руху автобусів прив'язаний до розкладу руху електропоїздів у напрямку Києва. Також згідно розкладу існує декілька відправлень до села Велика Солтанівка.
Також через село курсує приміске маршрутне таксі № 172: м.Київ (ст.м. «Виставковий Центр») — с. Мала Солтанівка (вул. Київська) — смт Борова (залізнична станція «Мотовилівка»).

## Галерея

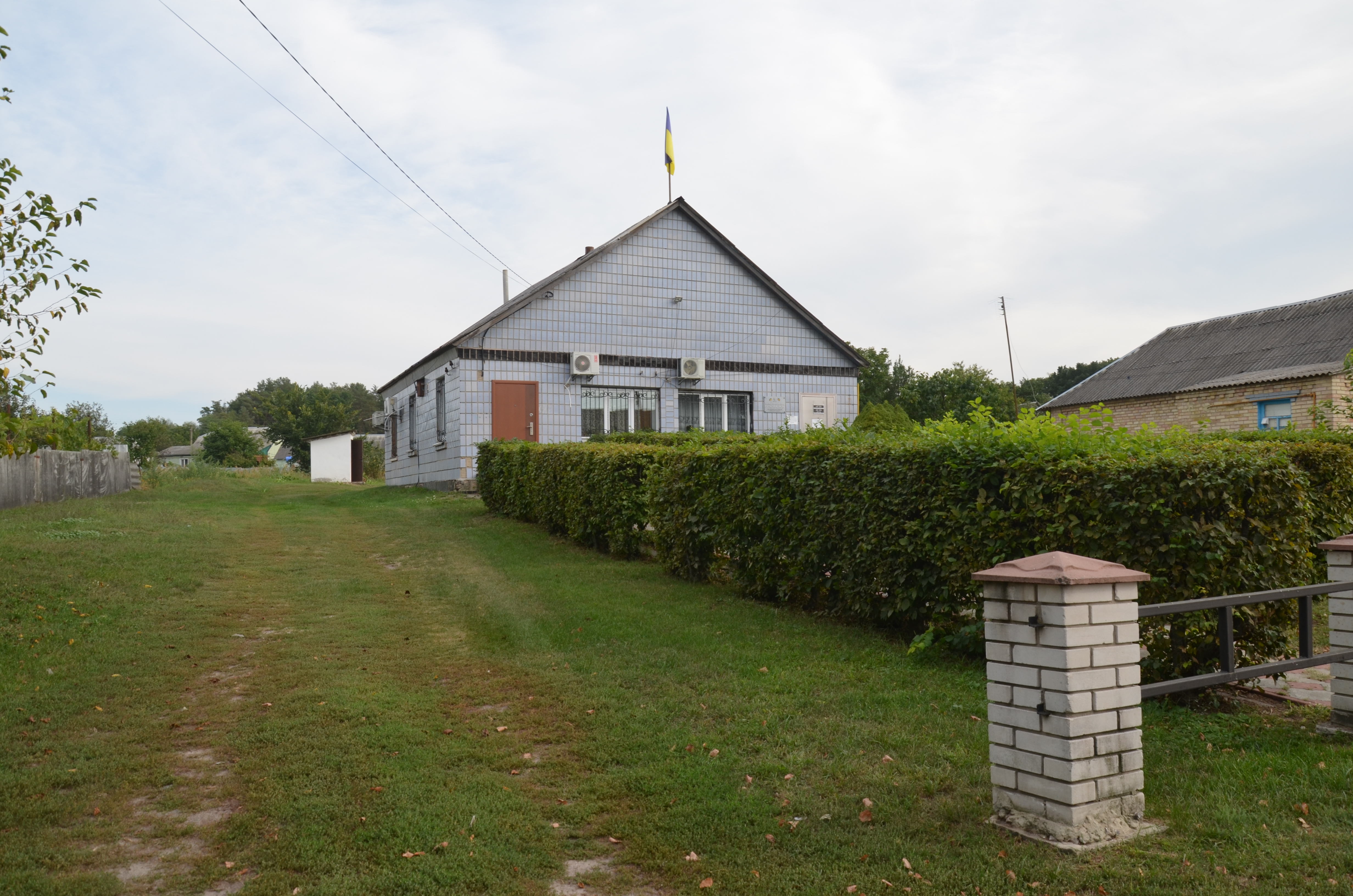
Сільська рада (Мала Солтанівка)
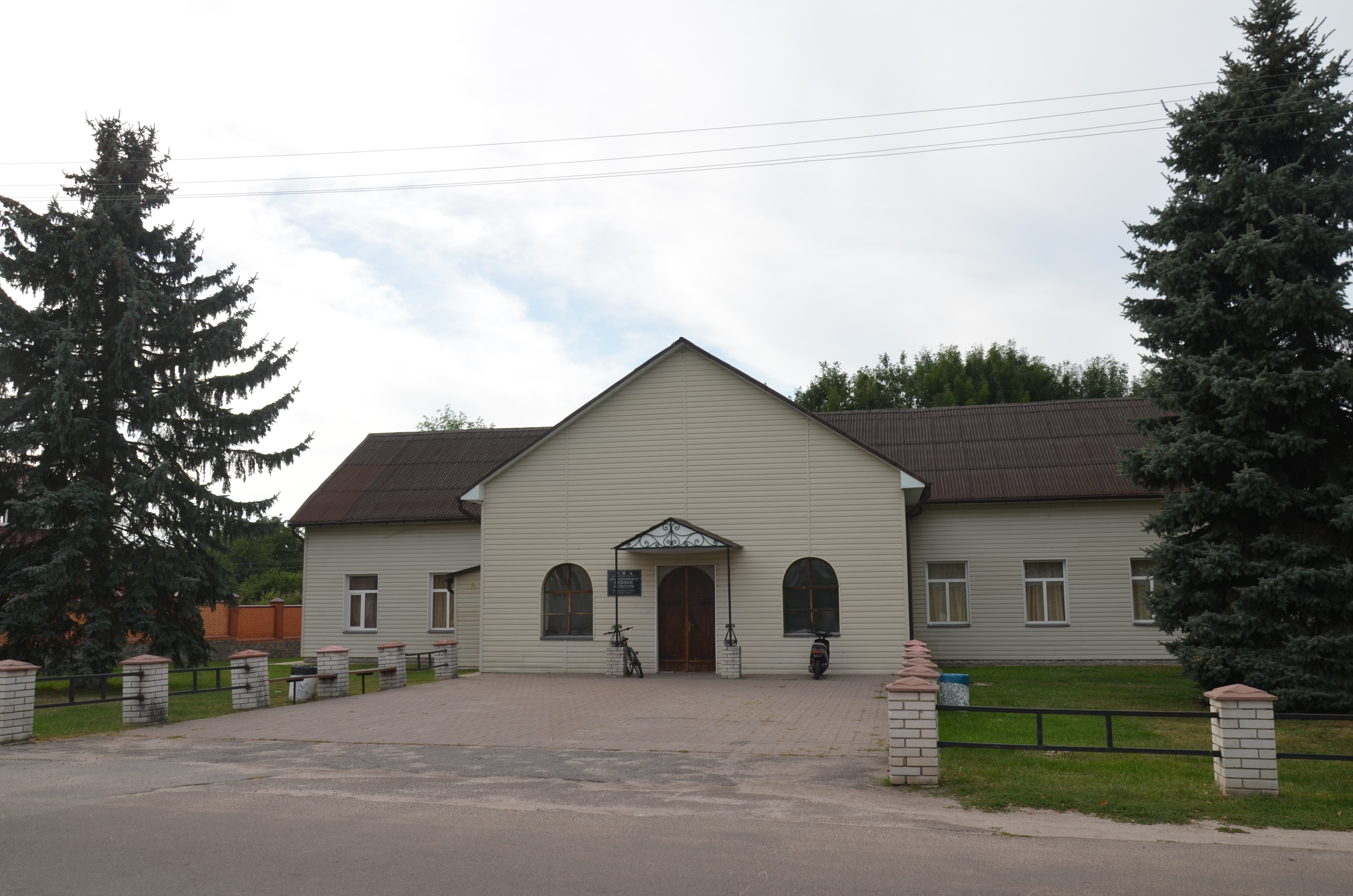
Будинок культури (Мала Солтанівка)
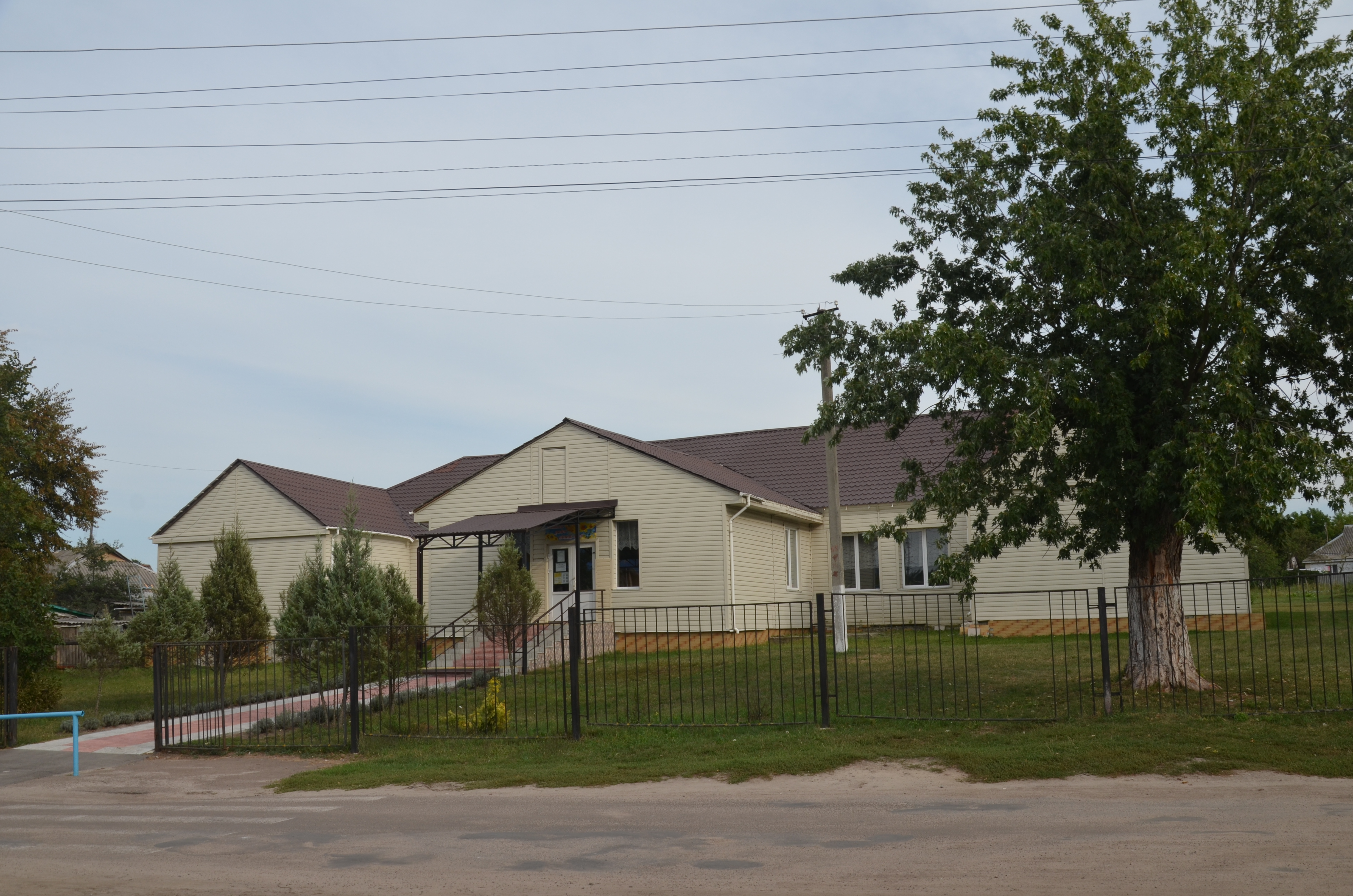
Молодша школа с. Мала Солтанівка
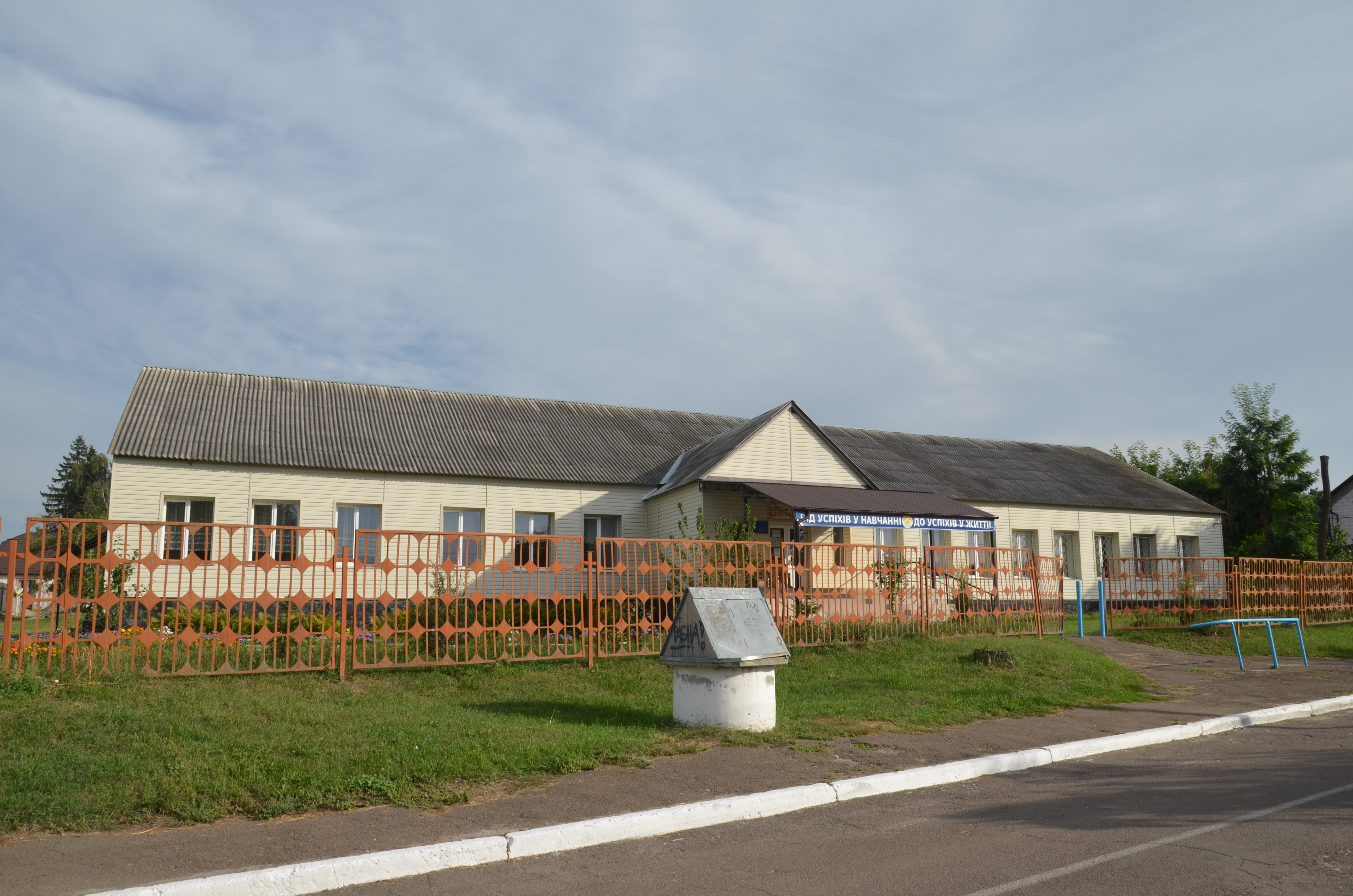
Малосолтанівська загальноосвітня школа І-ІІІ ступенів (Мала Солтанівка)
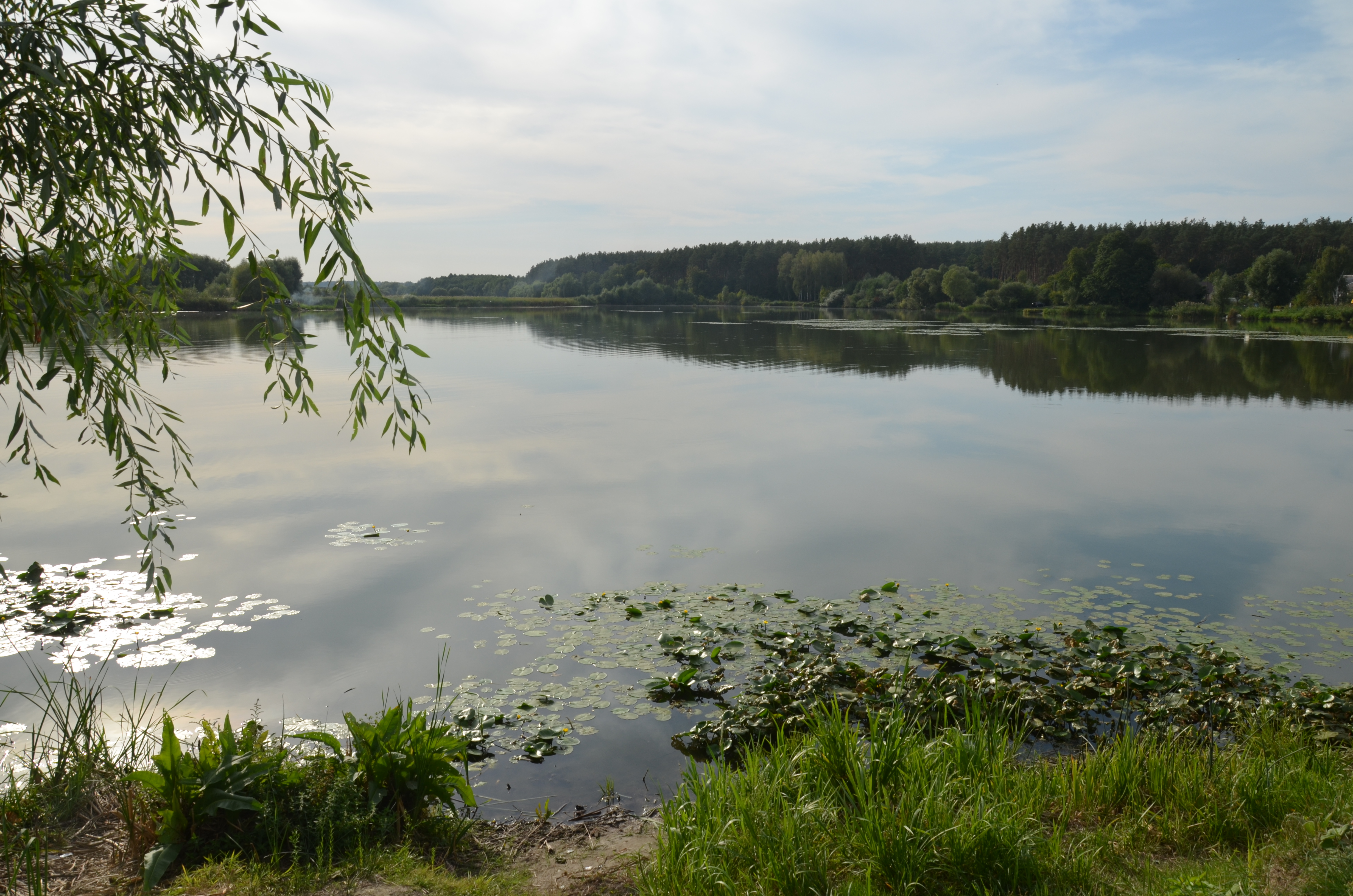
Річка Стугна (Мала Солтанівка)
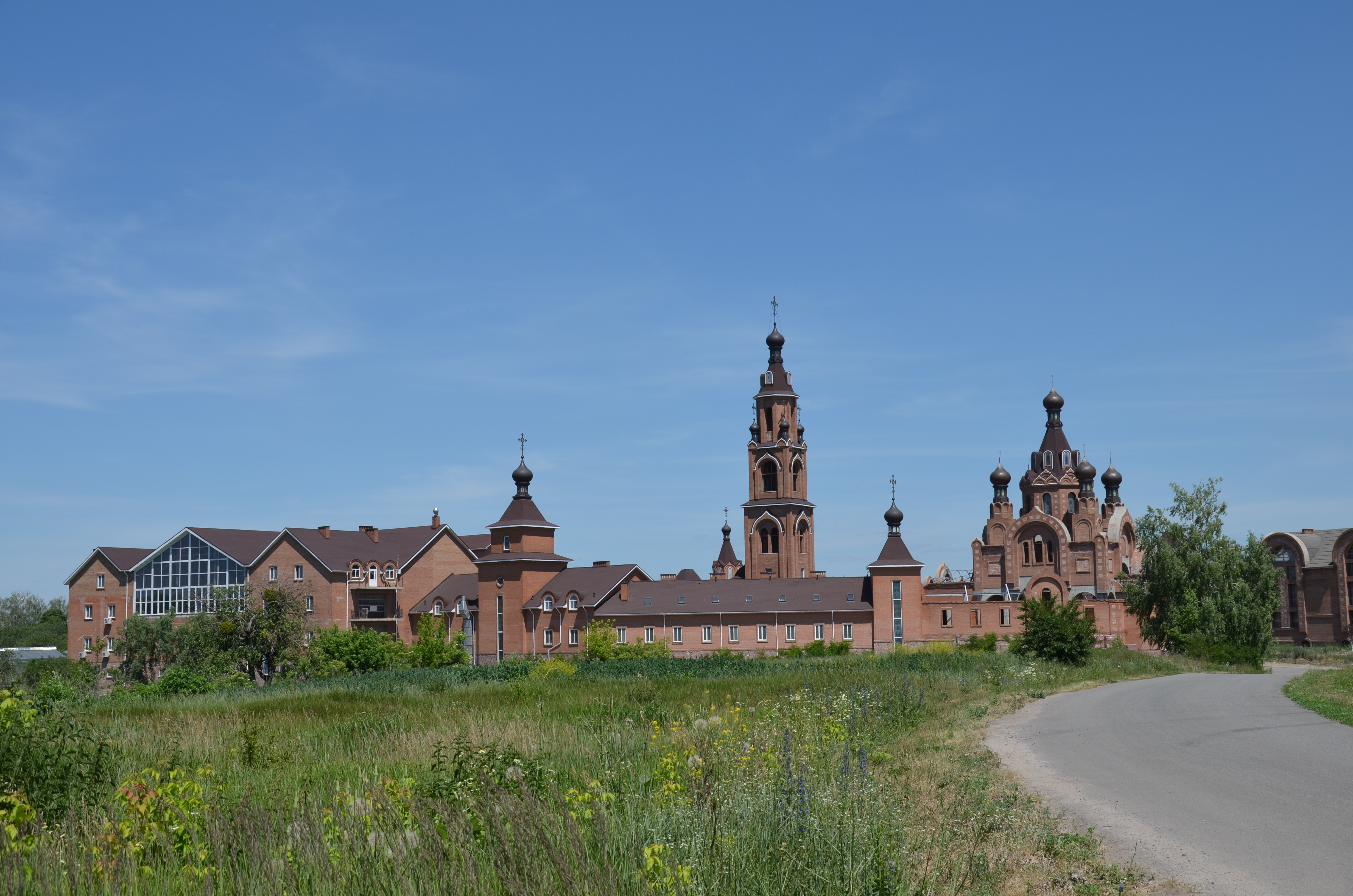
Монастир Іоана Крондштадського (Мала Солтанівка). Монастир належить до РПЦЗ — Російська православна церква за кордоном

## Джерело
- Мала Солтанівка // Облікова картка на офіційному вебсайті Верховної Ради України.